# Brahmanpara
Brahmanpara är ett underdistrikt i Bangladesh. Det ligger i den centrala delen av landet, 70 km öster om huvudstaden Dhaka.
Trakten runt Brahmanpara består till största delen av jordbruksmark. Runt Brahmanpara är det mycket tätbefolkat, med 2 028 invånare per kvadratkilometer.